# قاع حجلا
قاع حجلا قريه تابعه لمحافظة السليمي التابعة للتقسيم الإداري لمدينة حائل بالمملكة العربية السعودية يوجد بها مركز الاماره ويرئيسه الشيخ غازي بن مريبد العازمي وتوجد روضه أطفال ومدرسة ابتدائية _بنين _ بنات _ يسكنها قبيلة العوازم العريقة وتبعد عن حائل تجاه الجنوب حوالي 180 كيلو متر.
اميرها ابن زويد اشتهر بالكرم والشجاعة والحكمة رحمه الله عليه